# On2 Technologies
On2 Technologies, früher The Duck Corporation, war ein kleines an der NYSE Amex gehandeltes Software-Unternehmen mit Sitz in Tarrytown, New York, das von 1992 bis 2009 eine Reihe von Video-Codecs und -formaten namens TrueMotion entwickelte und lizenzierte. Inkarnationen davon sind unter anderem VP3, die Grundlage des freien Formates Theora, das mit Version 8 von Adobe Flash eingeführte Format (VP6) für Flash Video und die für die chinesische Enhanced Versatile Disc (EVD) vorgesehenen Videoformate (VP5 und VP6).

## Geschichte
The Duck Corporation wurde 1992 von Dan Miller, Victor Yurkovsky und Stan Marder in New York City gegründet. Innerhalb weniger Jahre wurde von Eric Ameres der jetzige Hauptsitz in der Hauptstadtregion im nördlichen Hinterland des Staates New York eingerichtet.
1996 wurde eine Forschungs- und Entwicklungsabteilung in Clifton Park aufgemacht.
1999 fusionierte The Duck Corporation mit Applied Capital Funding, Inc., einem an der American Stock Exchange gehandelten öffentlichen Unternehmen. Der neue Konzern erhielt dann den Namen On2.com; später wurde er zum heutigen Namen On2 Technologies umbenannt (an der Börse als ONT gehandelt). Am 5. April 2005 wurde der Kauf des Flash-Video-Encoders Flix von Wildform, Inc. verkündet. On2 fügte dem Produkt Unterstützung für das Flash-8-Videoformat (VP6) hinzu. Das damit ausgestattete Flix 8 wurde dann am 13. September 2005 veröffentlicht.
2008 wurde die Firmenzentrale nach Clifton Park zur dortigen Forschungs- und Entwicklungsabteilung verlegt.
Nachdem Google seit 2005 On2-Produkte nutzt, begann es im März 2009 Gespräche mit On2 über eine mögliche Übernahme des Unternehmens; im August wurde das erste Kaufangebot zur Übernahme bekannt, das zunächst am Widerstand der Aktionäre scheiterte. Das Unternehmen zählte zu dieser Zeit weltweit zwischen 75 und 80 Angestellte. Nach einer Erhöhung von Googles Kaufangebot auf schließlich rund 134 Millionen Dollar wurde der Kauf am 19. Februar 2010 nach monatelangen Verhandlungen endlich abgeschlossen.
Google hat auf seiner Entwicklerkonferenz Google I/O Ende Mai 2010 den damals aktuellen On2-Codec VP8 unter eine Open-Source-Lizenz gestellt.